# David Dias Pimentel
David Dias Pimentel (Nordeste, 18 marzo 1941 – São João da Boa Vista, 16 marzo 2021) è stato un vescovo cattolico portoghese naturalizzato brasiliano.

## Biografia
David Dias Pimentel nacque a Nordeste, nell'arcipelago delle Azzorre, il 18 marzo 1941, ultimogenito dei dieci figli di João Dias Pimentel e Arminda de Jesus Costa.

### Formazione e ministero sacerdotale
Iniziò gli studi nella sua terra natale e all'età di tredici anni entrò nel seminario della Consolata a Fátima. Nel 1960 si trasferì con la sua famiglia in Brasile e terminò gli studi secondari a Botucatu.
Nel 1963 iniziò gli studi di filosofia presso il seminario centrale di Ipiranga. Nel 1965 venne inviato a Roma per studiare teologia presso la Pontificia Università Gregoriana.
Il 21 dicembre 1969 fu ordinato presbitero dal vescovo José de Aquino Pereira per la diocesi di São José do Rio Preto a São José do Rio Preto. In seguito fu rettore del seminario minore di São José do Rio Preto dal 1970 al 1971; parroco di Nhandeara; parroco della parrocchia cattedrale di San Giuseppe a São José do Rio Preto dal 1972 al 1980; parroco di Cedral e parroco di Monte Aprazível dal 1980 al 1986; coordinatore pastorale diocesano; professore in seminario e membro del consiglio presbiterale.
Nel 1986 venne trasferito nella diocesi di Guarulhos dove prestò servizio come parroco di Jardim Munhoz; parroco della parrocchia della cattedrale di Nostra Signora dell'Immacolata Concezione a Guarulhos dal 1987 al 1994; membro del consiglio per il coordinamento della pastorale e del consiglio degli anziani; amministratore diocesano durante la sede vacante nel 1991; vicario generale dal 1991 al 1995.
All'inizio del 1995 tornò nella diocesi di São José do Rio Preto per ricoprire l'ufficio di rettore e professore del seminario maggiore "Sacro Cuore di Gesù".

### Ministero episcopale
L'11 dicembre 1996 papa Giovanni Paolo II lo nominò vescovo ausiliare di Belo Horizonte e titolare di Marazane. Ricevette l'ordinazione episcopale il 31 gennaio successivo nella cattedrale di San Giuseppe a São José do Rio Preto dall'arcivescovo metropolita di Belo Horizonte Serafim Fernandes de Araújo, co-consacranti il vescovo di Rio Preto José de Aquino Pereira e quello di Guarulhos Luís Gonzaga Bergonzini.
Il 7 febbraio 2001 lo stesso pontefice lo nominò vescovo di São João da Boa Vista. Prese possesso della diocesi il 25 marzo successivo.
Nel novembre del 2009 compì la visita ad limina.
Nell'agosto del 2015 fu colpito da un ictus che lo lasciò con una mobilità ridotta e dipendente dall'aiuto di sette sacerdoti per l'amministrazione della diocesi.
Il 28 settembre 2016 papa Francesco accettò la sua rinuncia al governo pastorale della diocesi per raggiungiti limiti di età.
L'8 marzo 2021 venne ricoverato nel reparto di terapia intensiva dell'ospedale Maternidade da Unimed di São João da Boa Vista per COVID-19. Il 14 dello stesso mese le sue condizioni peggiorarono e venne intubato. Morì per complicazioni della malattia nel primo pomeriggio del 16 marzo all'età di 79 anni. Alle ore 18 dello stesso giorno la salma venne tumulata nella cripta della cattedrale di San Giovanni Battista a São João da Boa Vista. Subito dopo monsignor Antônio Emídio Vilar, suo successore, presiedette la santa messa di esequie.

## Genealogia episcopale e successione apostolica
La genealogia episcopale è:
- Cardinale Scipione Rebiba
- Cardinale Giulio Antonio Santori
- Cardinale Girolamo Bernerio, O.P.
- Arcivescovo Galeazzo Sanvitale
- Cardinale Ludovico Ludovisi
- Cardinale Luigi Caetani
- Cardinale Ulderico Carpegna
- Cardinale Paluzzo Paluzzi Altieri degli Albertoni
- Papa Benedetto XIII
- Papa Benedetto XIV
- Cardinale Enrico Enriquez
- Arcivescovo Manuel Quintano Bonifaz
- Cardinale Buenaventura Córdoba Espinosa de la Cerda
- Cardinale Giuseppe Maria Doria Pamphilj
- Papa Pio VIII
- Papa Pio IX
- Cardinale Alessandro Franchi
- Cardinale Giovanni Simeoni
- Cardinale Antonio Agliardi
- Cardinale Basilio Pompilj
- Arcivescovo Joaquim Domingues de Oliveira
- Cardinale Jaime de Barros Câmara
- Arcivescovo Jose Newton de Almeida Baptista
- Cardinale Serafim Fernandes de Araújo
- Vescovo David Dias Pimentel

La successione apostolica è:
- Vescovo Luiz Antônio Cipolini (2013)